# FIR (Féderation Internationale des Résistants)
 For alternative betydninger, se FIR. (Se også artikler, som begynder med FIR)
FIR (Féderation Internationale des Résistants) er en sammenslutning af tidligere modstandsfolk og frihedskæmpere.
Den 2. oktober 2008 blev en mindesten for jøder og kommunister afskibet fra Langelinie til KZ lejre i Tyskland under 2. verdenskrig afsløret for enden af Langeliniekajen.
Giveren er en anonym tidligere Theresienstadtfange.

Inskription:
Theresienstadt foreningen har sat denne sten
til minde om den 2.oktober 1943 hvor danske jøder
om bord på det tyske troppetransportskib
Wartheland blev deporteret til Swinemünde 
og derfra videre i kreaturvogne til koncentrationslejren 
Theresienstadt, hvor de var fanger i 18 måneder.
Med samme skib var også danske kommunister, 
som blev sendt til koncentrationslejren Stutthof. 